# Eugen Robert
Eugen Robert, eigentlich Eugen Kovács, (geboren 23. Juli 1877 in Budapest; gestorben 21. Dezember 1944 in London) war ein ungarischer Rechtsanwalt, Journalist und Theaterunternehmer.

## Leben
Eugen Kovács absolvierte ein Jurastudium, das er 1899 mit der Promotion abschloss. Nachdem er schon während des Studiums eine kurze Studienreise nach Berlin unternommen hatte, entschloss er sich 1903 als Journalist endgültig nach Berlin zu gehen.
Von 1903 bis 1906 war er Theateranwalt für den Pester Lloyd und Theateragent, betätigte sich als Theaterkritiker und Schriftsteller. Sein einziges Theaterstück „Die Audienz“ kam 1905 zuerst in Budapest und dann in Wien zur Uraufführung. Er nannte sich seitdem Eugen Robert.
Durch die Eröffnung des Hebbel-Theaters in Berlin am 29. Januar 1908, dessen Gründer und erster Direktor er war, wurde er bekannt. Obwohl es ihm gelungen war, die nötigen finanziellen Mittel für die Errichtung des Theaters aufzubringen und mit Oskar Kaufmann einen Architekten zu gewinnen, konnte er das Theater nur kurze Zeit halten und musste es bereits 1911 aufgeben. Danach war er bis 1913 Leiter der Münchener Kammerspiele. Von 1914 bis 1918 war er Schauspieldirektor am Residenz-Theater Berlin, 1920 übernahm er die Leitung der Tribüne von Franz Wenzler.

## Robertbühnen
Als Robertbühnen wurden alle Theater bezeichnet, die nach 1920 unter der Direktion von Eugen Robert standen. Das waren in Berlin das Theater Tribüne (1920–1933), das Theater am Kurfürstendamm (1921–1927) und das Schlosspark Theater Großes und Kleines Haus und in Wien die Neue Wiener Bühne (1922–1925) und die Renaissance-Bühne (1922–1924). Nach 1930 gehörte auch das Deutsche Künstlertheater (um 1930–1933) zu den Robertbühnen.
Robert musste als Jude nach der Machtergreifung der Nationalsozialisten 1933 nach England emigrieren.

## Schriften
- Die ersten 50 Jahre – Monografie, 1930 Digitalisat. In: Digitale Bibliothek der FU Berlin
- Romanstoffe. Drei Einakter, Oesterfeld & Co., Berlin 1906
- Theaterabende, Müller, Berlin 1915